# (26230) 1998 QR1
1998 كيو أر 1 (ويعرف أيضًا باسم (26230) 1998 كيو أر 1 وفق تسمية الكوكب الصغير) (بالإنجليزية: 1998 QR1)‏ هو كويكب ضمن حزام الكويكبات؛ وترتيبه 26230 من حيث الاكتشاف.
اكتُشف هذا الجُرم الفلكي بواسطة Petr Pravec ‏ في 19 أغسطس 1998.

## وصلات خارجية
- (26230) 1998 QR1 في قاعدة بيانات مختبر الدفع النفاث لأجرام النظام الشمسي الصغيرة

- الاكتشاف · مخطط المدار ·  العناصر المدارية · المعلمات المادية

- (26230) 1998 QR1 على موقع ويكي سكاي: DSS2, SDSS, GALEX, IRAS, Hydrogen α, X-Ray, Astrophoto, Sky Map, Articles and images